# Michael Foster
Michael Foster ( 8 de marzo de 1836, Huntingdon - 29 de enero de 1907, Londres) fue un fisiólogo y naturalista británico.
Hace sus estudios en el "University College School". Y se diploma en medicina en la Universidad de Londres en 1859; comenzando a ejercer en su ciudad natal.
En 1867, retorna a Londres para enseñar Fisiología práctica en el "University College School" y es nombrado profesor dos años más tarde. En 1870, oposita y trabaja en el Trinity College. En 1883, ya es primer titular de la cátedra de Fisiología, que venía de ser creada en la Universidad, función que ocupa hasta 1903. De sus alumnos, puede señalarse a Sir Charles Scott Sherrington (1857-1952), que recibirá el Premio Nobel en 1932.
Era un gran pedagogo y buen administrador, teniendo una gran parte en la organización y desarrollo del Instituto Biológico de Cambridge. De 1881 a 1903, será uno de los secretarios de la Royal Society, permitiéndole ejercer una profunda influencia sobre el estudio de la Biología en Gran Bretaña. En 1899, es hecho caballero (Sir).
Al año siguiente, es elegido para representar a la Universidad de Londres en el Parlamento.

## Algunas publicaciones
- 1876. Textbook of Physiology — obra por excelencia de referencia. Reeditó Read Books Design, 2010. 140 pp. ISBN 1446004791

- 1901. History of Physiology in the 16th, 17th and 18th Centuries — conferencias dadas en el Colegio Médico Cooper de San Francisco en 1900
- La abreviatura «Foster» se emplea para indicar a Michael Foster como autoridad en la descripción y clasificación científica de los vegetales.[1]